# مالکوم چمپیون
مالکوم چمپیون (انگلیسی: Malcolm Champion; ۱۰ نوامبر ۱۸۸۲ – ۲۶ ژوئیهٔ ۱۹۳۹) شناگر اهل استرالیا بود.
وی در مسابقات کشوری و بین‌المللی در مجموع برندهٔ ۱ مدال طلا شده‌است.